# Фуси
Фуси (伏羲), такође познат као Паоши, је народни херој у кинеској легенди и митологији, који је заједно са његовом сестром Нувом заслужан за стварање човечанства и проналазак лова, риболова, припитомљавања и кувања, као и Кангђи система писања кинеских слова око 2.000 пре нове ере. Фуси је сматран првим од три суверена на почетку династије Кинеза. 

## Порекло
За кинеску митологију речено је да је Пангу бог стварања. Био је див који је спавао унутар јајета хаоса. Кад се пробудио, устао је и поделио небо и земљу. Пангу је умро након што је устао, а тело му се претворило у реке, планине, биљке, животиње и све остало на свету, међу којима је моћно биће познато као Хуа Хсу. Хуа Хсу је родила близанце, брата и сестру, Фуса и Нуву. Кажу се да су Фуси и Нува створења која имају лице људи и тело змије.
Фуси је био познат као "изворни човек", а за њега се причало да је рођен у доњем и средњем току реке Хуангхе, у месту званом Ченђи (вероватно модерни Лантјан, провинција Шанси или Тјаншуи, провинција Гансу).
У стварности, многи Кинези верују да је Хуа Хсу била вођа за време матријархалног друштва (око 2.600. п. н. е.). Док су рани Кинези развијали своје језичке вештине, Фуси и Нува су били вође у раном патријархалном друштву (око 2600 година пре нове ере) када су Кинези започели обреде венчања.

## Легенда о стварању
Према Класику планина и мора, Фуки и Нува су били оригинални људи који су живели на митолошкој планини Кунлун (данашња Хуа Шан). Једног дана направили су две одвојене ватре и оне су се на крају спојиле и настала је једна ватра. Под ватром су одлучили да постану муж и жена. Фуси и Нува су искористили глину да би створили потомство и божанском снагом омогућили да глинене фигуре оживе. Ове глинене фигуре биле су прва људска бића. Фуса и Нуву су Кинези су обично препознавали као два од три цара у раном патријархалном друштву у Кини (око 2600 година п.н.е), засновано на миту о томе да је Фуси у свом племену успоставио обред брака. Стварање људских бића била је симболична прича о већој породичној структури која је обухватала лик оца.

## Друштвени значај
На једном од стубова храма Фуси у провинцији Гансу, следећи куплет описује Фусијеву важност: "Међу три првобитника цивилизације Ханзу, на првом месту је Фуси у земљи Хвајанг." У време свог претходника Нуве, друштво је било матријархално.
У почетку још није постојао морални или друштвени поредак. Мушкарци су познавали само мајке, а не очеве. Кад су били гладни, тражили су храну; кад су били задовољни, бацили су остатке. Они су прождирали своју скривену храну и косу, пили крв, и одевали се у кожу и рогоз. Потом је дошао Фуси и погледао према горе и разматрао слике на небу, и погледао према доле и размотрио догађаје на земљи. Он је ујединио мушкарца и жену, регулисао пет фаза промене и утврдио законе човечанства. Осмислио је осам триграма како би стекао владавину над светом.
 — Бан Гу, Baihu tongyi
Фуси је подучавао своје поданике да кувају, лове са мреже и лове из помоћ оружја направљеног од костију, дрвета или бамбуса. Он је склопио брак и приносио прве жртве на отвореном небу. Камена плоча приказује Фуси са Нувом. 
Традиционално, Фуки се сматра зачетником  I Ching, које се преписује његовом читању Хе карте (или карте реке Хуангхе). Према овој традицији, Фуси је распоред триграма I Ching-а открио у ознакама на леђима митског змајског коња (понекад званог корњача) који је излазио из реке Луо. Овај аранжман претходи компилацији I Ching-а током династије Џоу. За ово откриће се каже да је порекло калиграфије. Фуси је такође заслужан за изум музичког инструмента Гукин, иако је за то заслужан и Шенонг и Жути цар.

## Галерија
- Седећи портрет приказујући Фуса, насликао Ма Лин из династије Сунг
- Слика Фуса који гледа у скицу триграма, насликао Гуо Шу из династије Минг
- Цар Фуси, принт на дрвету, Ган Боцонг из династије Танг
- Фуси, насликао Кју Јинг из династије Минг
- Кинески цар Фуси, у традиционалној ношњи, са јин-јанг симболом, 19. век

## Смрт
Каже се да је Фуки живео укупно 197 година и умро у месту званом Чен (данашњи Хвајанг, Хенан), где му се још увек може наћи споменик и може се  посетити као туристичка атракција.